# Eugeniusz Tor
Eugeniusz Tor (ur. 28 grudnia 1883 w Grabowie, zm. 14 kwietnia 1953 w Krakowie) – polski inżynier i działacz społeczny, wiceprezydent Krakowa (1945–1947).

## Życiorys
Z wykształcenia był inżynierem mechanikiem. Przed I wojną światową działał w Związku Strzeleckim, a w czasie wojny walczył w Legionach Polskich. W dwudziestoleciu międzywojennym pełnił obowiązki dyrektora Muzeum Techniczno-Przemysłowego w Krakowie oraz był wolnomularzem – członkiem loży „Przesąd Zwyciężony”. Działał w YMCA, ruchu esperantystów oraz Towarzystwie Kolonii Wakacyjnych. Współzałożyciel Krakowskiego Klubu Rotary. W latach 1938–1939 związany z Klubem Demokratycznym oraz Stronnictwem Demokratycznym. Od stycznia 1943 członek Kierownictwa Stronnictwa Demokratycznego w Krakowie, ukonstytuowanego konspiracyjnie. W 1945 objął obowiązki wiceprezydenta Krakowa z ramienia SD – urząd pełnił do 1947. Opowiadał się za współpracą Stronnictwa z PPR. 
Zmarł 14 kwietnia 1953. Pochowany na cmentarzu Rakowickim (kwatera Aa-płn-3).

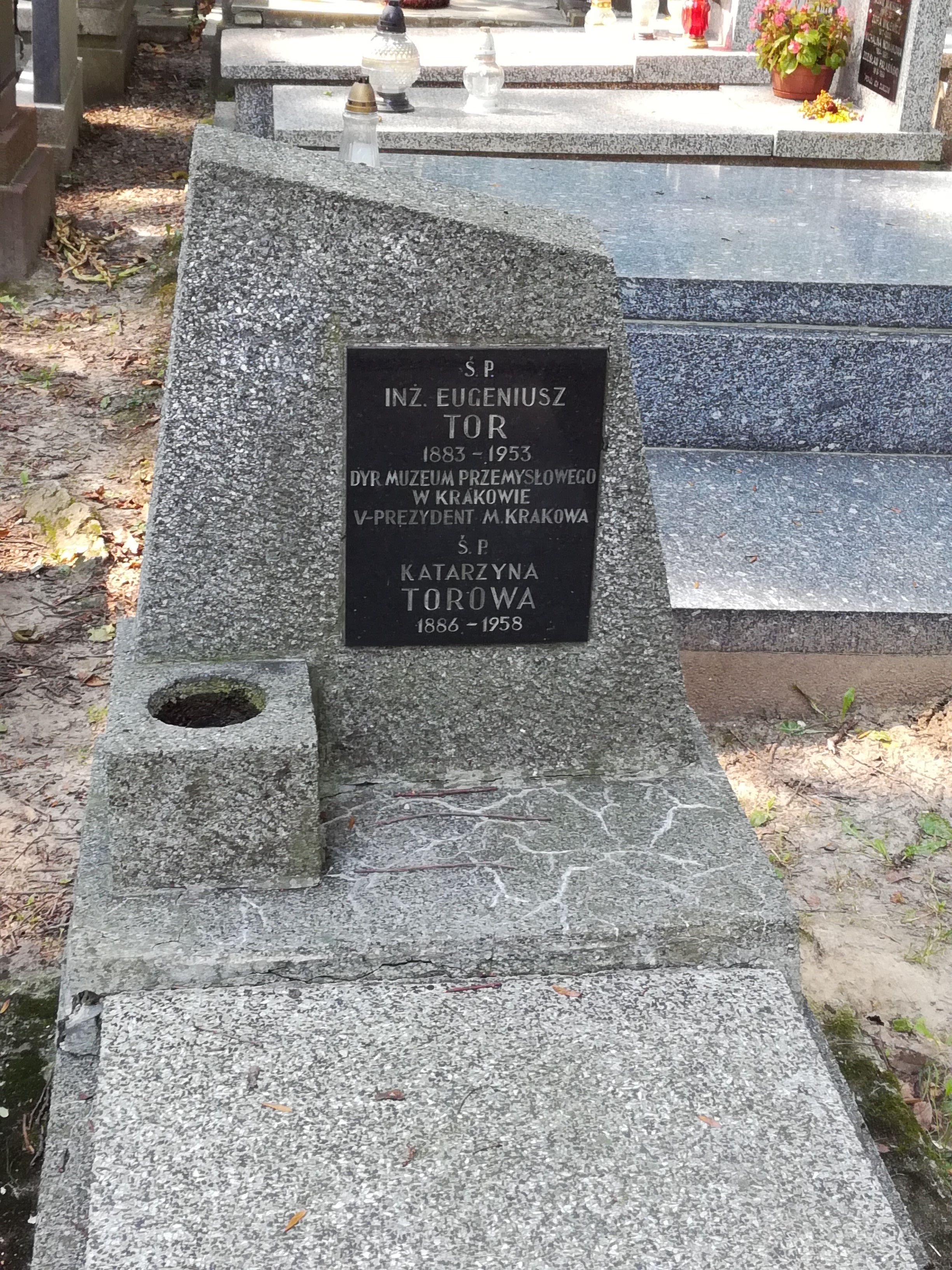
Grób Eugeniusza Tora

## Ordery i odznaczenia
- Krzyż Kawalerski Orderu Odrodzenia Polski (27 listopada 1929)[4]
- Złoty Krzyż Zasługi (12 czerwca 1946)[5]
- Medal Niepodległości (7 lipca 1931)[6]
- Złoty Krzyż Zasługi Cywilnej z Koroną na Wstędze Medalu Waleczności (Austro-Węgry, 14 listopada 1917)[7]